# Guillermo Díaz (actor)
Guillermo Díaz (nacido el 22 de marzo de 1975) es un actor estadounidense. Es conocido por sus películas Half Baked (1998), 200 Cigarettes (1999) y Stonewall (1995). Recientemente actuó como Huck en la serie de televisión Scandal de ABC.
Díaz ha hecho apariciones como invitado en espectáculos como Chappelle's Show, Law & Order, Weeds, ER, y Girls.

## Primeros años de vida y carrera
Díaz nació en Nueva Jersey, de padres cubanos, y creció en Washington Heights, Manhattan. En 1994, consiguió su primer papel como Spike en Fresh de Boaz Yakin. A partir de ahí comenzó a trabajar en Party Girl como Leo, compañero de cuarto de Parker Posey. Su siguiente papel fue un drag queen (La Miranda) en Stonewall de Nigel Finch. En 1996, Díaz trabajó en Girls Town de Jim McKay como Dylan, después de lo cual apareció en I'm Not Rappaport.
Díaz interpretó a Paco de la Vega al Camino Córdoba José Cuervo Sánchez Rodríguez Jr, un miembro de la pandilla de High School High. Más tarde apareció en Freeway como Flaco, otro miembro de la banda. Mientras estaba en Los Ángeles, hizo spots de invitados en ER y Party of Five.
Después de terminar su trabajo en la costa oeste, Díaz viajó al este para interpretar a un drogadicto llamado Eric en la película de Brian Sloan I Think I Do. Un papel similar al de Scarface en la película Half Baked. Uno de sus coestrellas fue Dave Chappelle, quien más tarde lo contrató en varios episodios de Chappelle's Show. En 1999, consiguió un papel sin voz en 200 Cigarrillos, y pasó a actuar en el debut como director de Ethan Hawke, Chelsea Walls, y en la película Just One Time, donde como personajes secundarios un crítico pensó que él y Jennifer Esposito proporcionaban la pequeña "chispa cómica" que existía en la película.
Díaz interpretó a Guillermo García Gómez, un traficante de drogas, en las temporadas 2-6 de la serie Weeds de Showtime. En 2009, protagonizó la serie de la NBC Mercy, donde su retrato del enfermero gay Angel recibió críticas negativas en los foros en línea por ser demasiado llamativo. En 2010, apareció en la película de suspense Exquisite Corpse.
Después de haber retratado a varios matones mexicanos (cholos), Díaz fue elegido en 2010 como un gánster latino llamado Poh Boy in Cop Out. Cuando le preguntaron sobre el encasillamiento, dijo: "Solía preocuparme, pero en realidad ya no. Ahora estoy agradecido de estar trabajando. Trato de hacer que todo sea diferente."
En 2010, Díaz hizo una sesión de fotos de desnudos para la revista Pinups. La sesión de fotos incluyó desnudos frontales de Díaz.
En 2011, Díaz apareció junto a Britney Spears en un vídeo musical para el sencillo "I Wanna Go", y participó en una escena que hacía referencia a su personaje Scarface de Half Baked.
En 2012, Díaz comenzó su papel como Huck en la serie televisiva de drama ABC Scandal.
Díaz fue una de las muchas celebridades que actuaron en el video de Beyoncé y Jay Z's Run en 2014.

## Vida personal

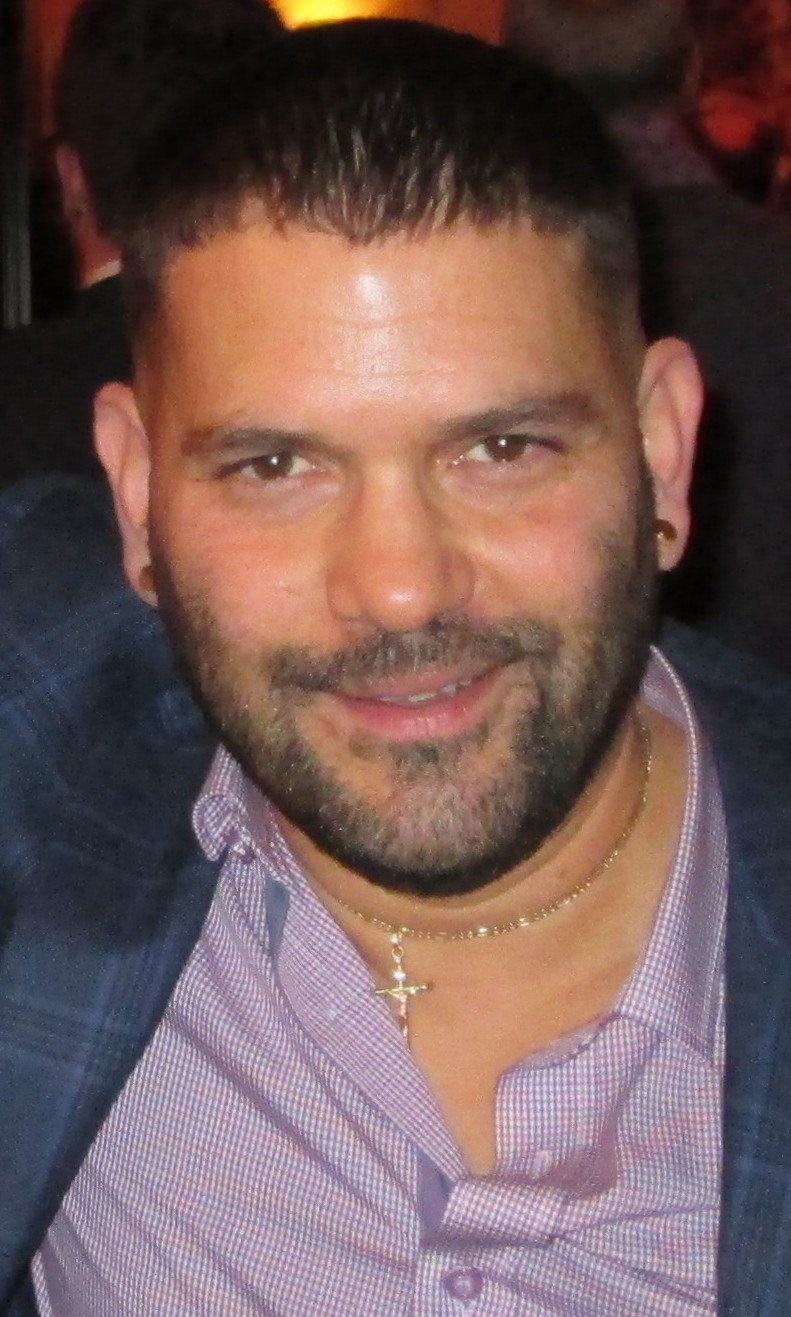
Díaz en los Premios Outfest Legacy Awards 2013

Díaz es abiertamente gay. En 2011, le dijo a la revista Out que su dura educación en la ciudad de Nueva York lo convirtió en un mejor actor. Díaz dijo: "Fui a la escuela en el Bronx. Aprendí a tratar constantemente de encubrir el hecho de que era gay. Esa fachada de ser alguien que no soy sólo para protegerme, definitivamente me ayudó a actuar". Fue nombrado uno de los 100 gays, lesbianas, bisexuales o transexuales más influyentes de la revista OUT para el año 2013.
Díaz ha dicho en múltiples ocasiones que es un fan de Madonna. Ha estado en todas sus giras, excepto en la gira "The Virgin Tour" y "The Who's That Girl Tour". También tiene su cara tatuada en su brazo derecho.
En noviembre de 2017, Díaz fue nominado a la revista Out "OUT100" para 2017 en reconocimiento a su trabajo y su visibilidad.

## En la cultura popular
En 2006, se unió al elenco de una serie de comerciales basados en la improvisación para Sierra Mist titulada Mist Takes. Una versión en español de los anuncios comenzó a emitirse y el bilingüe Díaz también los protagonizó junto a otros comediantes latinos.

## Filmografía

### Películas
| Año  | Película               | Papel                      | Notas                             |
| ---- | ---------------------- | -------------------------- | --------------------------------- |
| 1994 | Fresh                  | Spike                      |                                   |
| 1995 | Party Girl             | Leo                        |                                   |
| 1995 | Stonewall              | La Miranda                 |                                   |
| 1996 | Freeway                | Flacco                     |                                   |
| 1996 | Girls Town             | Dylan                      |                                   |
| 1996 | High School High       | Paco Rodríguez             |                                   |
| 1996 | I'm Not Rappaport      | J.C.                       |                                   |
| 1997 | Gold Coast             | Barry                      | Película para televisión          |
| 1997 | I Think I Do           | Eric                       |                                   |
| 1997 | Nowhere                | Vaquero                    |                                   |
| 1998 | The Effects of Magic   | Winston                    |                                   |
| 1998 | Half Baked             | Scarface                   |                                   |
| 1998 | Just One Time          | Victor                     | Cortometraje; 8 minutos           |
| 1999 | 200 Cigarettes         | Dave                       |                                   |
| 1999 | In Too Deep            | Miguel Batista             |                                   |
| 1999 | Just One Time          | Victor                     | Remake del cortometraje de 1998   |
| 1999 | Pop Tarts              | Adrian                     | Cortometraje; 11 minutos          |
| 2001 | Chelsea Walls          | Chico                      |                                   |
| 2002 | Fidel                  | Universo Sánchez           | Película para televisión          |
| 2002 | A Log Story            | Niko Gorgina               |                                   |
| 2002 | Sexy                   | Voz 3                      | Cortometraje animado; Actor vocal |
| 2002 | West of Here           | Thomas                     |                                   |
| 2003 | A Mi Amor Mi Dulce     | Chocolate de la Oca Montez | Cortometraje; 23 minutos          |
| 2003 | DoUlike2watch.com      |                            |                                   |
| 2003 | Undefeated             | Mommy                      |                                   |
| 2003 | Undermind              | Ray                        |                                   |
| 2003 | Wasabi Tuna            | Romeo                      |                                   |
| 2004 | The Terminal           | Bobby Alima                |                                   |
| 2004 | Tony n' Tina's Wedding | Raphael                    |                                   |
| 2005 | My Suicidal Sweetheart | Hector                     |                                   |
| 2005 | Dirty Love             | Tom Houdini, Magician      |                                   |
| 2005 | Husk                   | Chris                      | Corto; rehecho como Husk (2011)   |
| 2005 | Sangre/Blood           | Ricky                      | Cortometraje; 17 minutos          |
| 2005 | Shooting Vegetarians   | Nei                        |                                   |
| 2006 | 13 Graves              | Manny Rodríguez            | Película para televisión          |
| 2006 | Down the P.C.H.        | Doc                        |                                   |
| 2006 | Harvest                | Eugene Pitkin              | Cortometraje; 17 minutos          |
| 2006 | Seeking Solace         | Guy                        | Cortometraje                      |
| 2006 | The Utopian            | Carlos Álvarez             | Cortometraje                      |
| 2006 | The Virgin of Juarez   | Felix                      |                                   |
| 2007 | No Destination         | A.J.                       | Cortometraje; 18 minutos          |
| 2008 | The Candy Shop         | Halo                       |                                   |
| 2008 | Evilution              | Killah-B                   |                                   |
| 2009 | Across the Hall        | The Cook                   |                                   |
| 2009 | The Butcher            | Owen Geiger                |                                   |
| 2009 | No Exit                | Michael                    | Cortometraje; 15 minutos          |
| 2010 | Cop Out                | Poh Boy                    |                                   |
| 2010 | Exquisite Corpse       | Henry                      |                                   |
| 2010 | Peep World             | Jesus                      |                                   |
| 2011 | Without Men            | Campo Elias                |                                   |
| 2012 | 2nd Serve              | Carlos                     |                                   |
| 2012 | She Who Laughs Last    | Clown                      | Cortometraje; 6 minutos           |
| 2012 | Students Like Us       | Mike Adulto                |                                   |
| 2013 | Bilet na Vegas         | Detective García           |                                   |

### Televisión
| Año       | Título                            | Papel                   | Notas                                             |
| --------- | --------------------------------- | ----------------------- | ------------------------------------------------- |
| 1994      | Law & Order                       | Juan Domingo            | Episodio: "Kids"                                  |
| 1995      | ER                                | Jorge                   | Episodio: "Days Like This"                        |
| 1995      | Party of Five                     | Ari                     | Episodio: "Analogies"                             |
| 1999      | Law & Order                       | Bobby Sabo              | Episodio: "Marathon"                              |
| 1999      | The Sopranos                      | Salesperson             | Episodio: "Meadowlands"                           |
| 2000      | Touched by an Angel               | Rick Higuerra           | Episodio: "The Invitation"                        |
| 2002      | Third Watch                       | Rafael "Rafe" Connors   | Episodio: "The Long Guns"                         |
| 2003–2006 | Chappelle's Show                  | Él mismo                | Estrella invitada; 5 episodios                    |
| 2004      | The Shield                        | Garza                   | Episodio: "Blood and Water"                       |
| 2004      | Without a Trace                   | Carlos Gonzalez         | Episodio: "Life Rules"                            |
| 2007      | Mist-Takes                        | Él mismo                | Anuncios de Sierra Mist                           |
| 2007      | Cane                              | Petey                   | 3 episodios                                       |
| 2007      | The Closer                        | Spider                  | Episodio: "Four to Eight"                         |
| 2007–2012 | Weeds                             | Guillermo García Gómez  | Estrella invitada; 26 episodios                   |
| 2008      | Criminal Minds                    | Playboy                 | Episodio: "Brothers in Arms"                      |
| 2009–2010 | Mercy                             | Enfermero Ángel García  | Regular de la serie                               |
| 2009      | Poor Paul                         | Aaron                   | 4 episodios                                       |
| 2009      | Royal Pains                       | Benny                   | Episodio: "Strategic Planning"                    |
| 2010–2011 | No Ordinary Family                | Detective Frank Cordero | Estrella invitada; 6 episodios                    |
| 2011      | Harry's Law                       | Miguel Martínez         | Episodio: "The Fragile Beast"                     |
| 2011      | Love Bites                        | Luis                    | 3 episodios                                       |
| 2011      | Poor Paul                         | Aaron                   | 4 episodios                                       |
| 2011      | Tosh.0                            | "Brian Atene"           |                                                   |
| 2012      | Law & Order: Special Victims Unit | Omar Peña               | Episodio: "Justice Denied"                        |
| 2012–2018 | Scandal                           | Diego "Huck" Muñoz      | Regular de la serie                               |
| 2016      | Girls                             | Hector Medina           | Episodio: "Homeward Bound"                        |
| 2017      | The Dating Game Killer            | Rodney Alcala           | Película para televisión                          |
| 2019      | Broad City                        | Johnny                  | 2 episodios                                       |
| 2019      | High Maintenance                  | Arturo                  | Episodio: "Proxy"                                 |
| 2019      | RuPaul's Drag Race                | Él mismo                | Juez, Temporada 11, Ep. 3                         |
| 2019      | Law & Order: Special Victims Unit | Carlos Hernandez        | Episodio: "Murdered at a Bad Address"             |
| 2020      | I Know This Much Is True          | Sargento Mercado        | Episodio: "One"                                   |
| 2020      | United We Fall                    | Chuy                    |                                                   |
| 2020      | Social Distance                   | Santiago Villareal      | Episodio: "A Celebration of the Human Life Cycle" |
| 2021      | Law & Order: Organized Crime      | Sargento Bill Brewster  | Recurrente                                        |
| 2024      | The Good Doctor                   | Carl                    | Temporada 7 Episodio 7 (Faith)                    |

### Otros medios
| Año  | Título                              | Papel           | Notas                           |
| ---- | ----------------------------------- | --------------- | ------------------------------- |
| 2002 | Soldier of Fortune II: Double Helix | Domingo Sánchez | Videojuego; Actor de voz        |
| 2011 | "I Wanna Go"                        | Guillermo       | Video musical (Britney Spears)  |
| 2014 | "Run"                               | Él mismo        | Vídeo musical (Jay-Z y Beyoncé) |